# 李赫
李赫（1992年1月1日—），女，中国黑龙江省大庆市人，围棋职业六段棋手。她2005年入段，2012年3月由于获第3届兵圣杯冠军而直升五段。她是第五位获得女子围棋世界冠军的中国棋手。

## 生平
李赫的父亲是黑龙江大庆油田的一名化工工程师。她从四岁开始到2003年，在大庆雏鹰围棋学校学了七年棋。1998年夺得全国育苗杯围棋赛儿童组冠军，2003年获得全国少年围棋赛冠军，从而入选清风少年围棋队。2005年7月在宁波举行的段位赛上取得了10胜1负的战绩，晋升初段。同年10月以七战全胜的成绩勇夺国家女子围棋队选拔赛Ｂ组第一名，入选国家队。

## 国内比赛成绩
2008年12月在西安七战全胜，获“曲江杯”第四届全国女子围棋精英赛冠军。2008年、2010年、2011年三次获得中国女子新人王战冠军。2016年9月获得全国围棋个人赛女子组冠军。
2013年、2015年至2019年参加中国女子围棋甲级联赛。其中2015年战绩为15胜3负，与王晨星并列多胜榜第一名。

## 国际比赛成绩
2009年1月至3月，连续击败韩国队副帅朴志恩、日本队主帅梅泽由香里和韩国队主帅李玟真，提前帮助中国队夺得第7届世界女子圍棋賽正官庄杯冠军。
2011年4月，代表中国参加第1届黄龙士佳源杯世界女子围棋团体赛，以三战全胜的成绩帮助中国队夺冠。2011年12月，为中国获得首届世界智力精英运动会围棋团体赛冠军，又与朴文垚搭档为中国获得该赛事的围棋混双赛冠军。
2012年11月3日，战胜女子围棋传奇芮迺伟九段，获得第3届穹窿山兵圣杯世界女子围棋锦标赛冠军，由三段直升五段。2012年12月，代表中国获得第2届世界智力精英运动会围棋女子个人赛冠军，并与江维杰搭档获得混双赛亚军。